# 格陵兰议会
格陵兰议会是丹麦海外领地格陵兰的立法机关。此议会实行一院制，由31名议员组成。每届议会任期不多於4年。